# La Nava

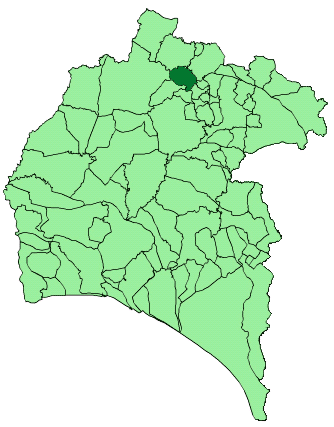
Localização de La Nava

La Nava é um município da Espanha na província de Huelva, comunidade autónoma da Andaluzia, de área 62 km² com população de 339 habitantes (2007) e densidade populacional de 4,72 hab/km².

## Demografia
| Variação demográfica do município entre 1991 e 2004 | Variação demográfica do município entre 1991 e 2004 | Variação demográfica do município entre 1991 e 2004 | Variação demográfica do município entre 1991 e 2004 |
| --------------------------------------------------- | --------------------------------------------------- | --------------------------------------------------- | --------------------------------------------------- |
| 1991                                                | 1996                                                | 2001                                                | 2004                                                |
| 350                                                 | 328                                                 | 317                                                 | 288                                                 |